# معتقد ۲
معتقد ۲ (انگلیسی: Believer 2; کره‌ای: 독전 2) یک فیلم اکشن جنایی محصول سال ۲۰۲۳ کره جنوبی است. این فیلم دنبالهٔ فیلم معتقد (۲۰۱۸) است و چو جین وونگ، چا سونگ وون، هان هیو جو و اوه سونگ هون در آن ایفای نقش کردند. این فیلم در بیست و هشتمین جشنواره بین‌المللی فیلم بوسان در بخش 'سینمای امروز کره - نخستین نمایش ویژه' در ۵ اکتبر ۲۰۲۳ به نمایش درآمد. معتقد ۲ از ۱۷ نوامبر ۲۰۲۳ برای استریم در نتفلیکس قابل دسترسی است.

## بازیگران

### اصلی
- چو جین وونگ در نقش جو وون هو
- چا سونگ وون در نقش برایان لی
- هان هیو جو در نقش بیگ نایف[۵]
- اوه سونگ هون در نقش سو یونگ راک